# Bergstetten (Kaisheim)

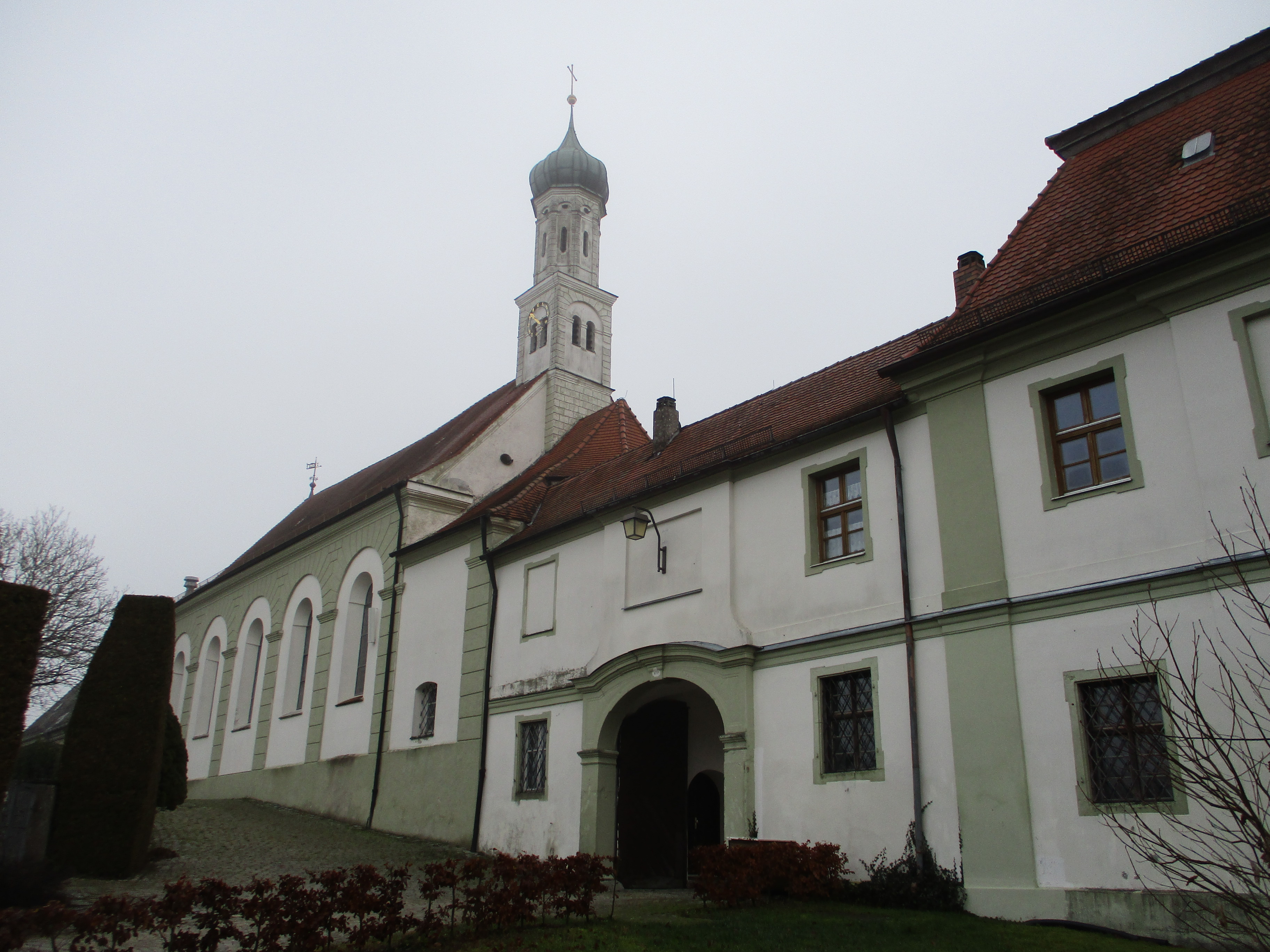
Kirche Heiligste Dreifaltigkeit, Bergstetten

Das Kirchdorf Bergstetten ist ein Gemeindeteil des Marktes Kaisheim im Landkreis Donau-Ries (Regierungsbezirk Schwaben, Bayern).

## Geschichte

### Klostergut und Hofgestüt
Bergstetten zählt zu den Grenzorten des alemannischen Dialektraums zum Bairischen hin. Die erste urkundliche Erwähnung datiert von 1137. Der Ort war ein Gut des Zisterzienserklosters Kaisheim mit großer Schafzucht und war als wehrhafte geschlossene Anlage ausgebaut. Die heutige Form des Gutshofes als geschlossenes Karree geht vermutlich auf einen Wiederaufbau am Ende des 17. Jahrhunderts zurück. Durch die Säkularisation kam das Gut 1802/03 in den Besitz des Staates; anfangs waren nur die Ländereien verpachtet, Schloss und Kirche blieben ungenutzt. 1816 übernahm das bayerische Königshaus das Gut und führte es als Hofgestüt.

### Drittes Reich und Besetzung
1936 übernahm die Wehrmacht das Gut als Remonteamt, führte grundlegende Umbauten der Stallungen durch und erweiterte die Infrastruktur. Für die Bediensteten wurden Reihenhäuser mit Siedlungscharakter erstellt. Zur Sicherung des noch vorhandenen Zuchtpferdebestandes ließ General Tibor von Pettkó-Szandtner als Verantwortlicher für die ungarische Pferdezucht 1944 in vier Güterzügen mit etwa 40 Waggons an die 400 Pferde aus dem Gestüt Bábolna in das inzwischen leerstehende Remontendepot bringen. Die US-Armee beschlagnahmte mit Kriegsende das ehemalige Wehrmachtsgut und evakuierte alle Bediensteten aus ihren Wohnungen. Die Ungarn genossen bei den Amerikanern eine Art Sonderstatus, konnten aber wegen Kriegsteilnahme gegen die Sowjetunion nicht mehr in ihr Land zurückkehren ohne Repressalien durch die russischen Besatzer zu befürchten. Ein Teil der Ungarn wanderte nach Amerika aus, der andere Teil integrierte sich in der Region. Mit dem Verschiffen der beschlagnahmten Pferde in die USA wurde das Kapitel abgeschlossen.

### Nach 1948
Nach Rückgabe durch die Amerikaner an die Bundesregierung wurde 1949 die Bayerische Landessiedlung beauftragt, Heimatvertriebene mit Wohnraum zu versorgen und die Flächen durch Förderung von Siedlerstellen und geeignete Pächter zu bewirtschaften. Gewerbebetriebe wie Röllig und die Nimrodwerke siedelten sich an. Für mittlerweile 46 Schüler wurde 1951 im Schloss eine einklassige Schule eröffnet. Durch gute Arbeit und wegen ihrer Investitionen drängten die Siedlerbauern erfolgreich auf einen Kauf der bewirtschafteten Flächen. Mit Wirkung ab 1. April 1962 wurden elf Vollerwerbshöfe (zwei im historischen Gutshof) mit je ca. 13 Hektar Fläche sowie 32 Nebenerwerbsstellen mit ca. 500 Quadratmetern Land verkauft.

### Kirche
Die Wendelinskapelle, dem Schutzpatron der Landleute und des Viehs geweiht, wurde 1669 nach der Brandkatastrophe des Vorjahres (Blitzschlag) renoviert und bekam einen neuen Altar. Die heutige Kirche wurde im 18. Jahrhundert errichtet. Nach der Säkularisation erhielt die Innenausstattung (prächtige Kanzel, Kreuzigungsgruppe und diverse Figuren) die Pfarrkirche von Baierfeld, die Seitenaltäre kamen nach Spalt. Die profanierte Kirche diente nun als Lager, Gerätehalle und Pferdestall.
Im Zuge des Verkaufes der Siedlerstellen drängte die Landessiedlung auf eine Lösung für die profanierte Kirche. Nach anfänglichem Widerstand war das Bistum Eichstätt bereit, die Kirche zu übernehmen; ausschlaggebend war die Zusage der Siedler zu umfangreichen Eigenleistungen für die Wiederherstellung der Kirche, die dann vorbildlich erbracht wurden. Am 1. April 1963 war das entweihte Gotteshaus wieder in kirchlichem Besitz. Nach Sanierung und der von Pfarrer Michael Flock organisierten Innenausstattung wurde die Kirche Zur Heiligsten Dreifaltigkeit am 17. Juni 1967 geweiht. Die Filialkirche gehört zur Pfarrei Sankt Ulrich in Buchdorf.

### Dorfgemeinschaft
Bergstetten gehörte kommunal seit dem 19. Jahrhundert zu Sulzdorf. Als Teil der politischen Gemeinde Sulzdorf wurde der Ort am 1. Juli 1971 im Zuge der Gebietsreform in Bayern in den Markt Kaisheim eingegliedert und am 1. Juli 1972 mit Kaisheim zusammen dem Landkreis Donau-Ries, der bis 30. April 1973 die Bezeichnung Landkreis Nördlingen-Donauwörth trug, zugeschlagen. Bergstetten bildet heute eine eigene Gemarkung.
Die Basis für das dörfliche Gemeinschaftsleben bilden die 1958 gegründete Freiwillige Feuerwehr, die Sportschützen, die katholische Kirchengemeinde und die „Spielplatzinitiative“.

## Verkehr
Am östlichen Ortsrand verläuft die Bundesstraße 2.

## Baudenkmäler
Siehe: Liste der Baudenkmäler in Bergstetten